# 八府君祠
八府君祠位于中国江西省宜黄县棠阴镇，为吴姓家族的宗祠，供奉棠阴吴姓开基始祖八府君吴竦，排行第八，是为棠阴古镇街上最古老、最经典的标志性建筑。现为棠阴小学所在地。

## 历史
八府君祠建于明万历八年（1580年）7月。
明万历年间，汤显祖的《牡丹亭》在棠阴八府君祠首演。1933年，红军在八府君祠召开第四次“反围剿"胜利表扬群众大会。1939年，江西省教育厅在八府君祠创办麻职学校，直至1948年迁离。

## 建筑
八府君祠规模宏大，面积达4000平方米，明代建筑风格，原有东西两廊的28柱走廊。前半部保存尚好，后部已改建为棠阴小学校舍。中厅的30根巨柱，周长达2.46米。前梁雕有雀、鹿、蜂、猴图案，寓喻“爵禄封侯"。

## 保护
2019年10月7日，八府君祠公布为第八批全国重点文物保护单位。